# Модраже
Модраже (словен. Modraže) — поселення в общині Польчане, Подравський регіон‎, Словенія.